# Prochilodus hartii
Prochilodus hartii är en fiskart som beskrevs av Steindachner, 1875. Prochilodus hartii ingår i släktet Prochilodus och familjen Prochilodontidae. Inga underarter finns listade i Catalogue of Life.